# Automaise
A Automaise é uma empresa portuguesa que desenvolveu uma plataforma no-code/low-code que cria soluções baseadas em inteligência artificial para otimizar a produtividade nas operações de apoio ao cliente.
Foi fundada em 2017 com o propósito de simplificar e otimizar tarefas operacionais por meio da tecnologia e consolidou-se como uma referência na área de inteligência artificial e automação.

## História
A Automaise foi fundada em 2017, em Braga, por Ernesto Pedrosa, atual CEO, e Carlos Oliveira, cofundador e CEO da Fundação José Neves, conselheiro do Conselho Europeu de Inovação e Secretário de Estado do Empreendedorismo, Competitividade e Inovação no XIX Governo Constitucional.
Inicialmente incubada na Startup de Braga, tem vindo a expandir-se a nível global, recorrendo a parcerias estratégicas. No início de 2021, a Automaise recebeu um investimento de um milhão de euros em ronda seed, uma operação liderada pelo fundo de investimento português H Capital, que se juntou à sociedade de capital de risco Armilar Venture Partners e à Bright Pixel como acionistas na Automaise.
Em 2023, a Automaise lançou o Quokka, o seu próprio Modelo Linguístico de Grande Escala – Large Language Model, desenhado e treinado para abordar assuntos de atendimento ao cliente.
Atualmente, a Automaise já implementou soluções de Inteligência Artificial em empresas de diversos setores como banca, seguros, retalho, telecomunicações, transportes, logística, entre outros que demonstram a eficácia dos seus produtos.